# Голям извор (област Ловеч)
Вижте пояснителната страница за други значения на Голям извор.
Голям извор е село в Северна България. То се намира в община Тетевен, област Ловеч.

## География
Село Голям извор се намира в планински район, на 15 км от Тетевен, по поречието на р. Оселна.

## История
В района на селото са открити основите на древна римска крепост и керамични съдове от тракийско, римско и старобългарско време.
Предполага се, че селото е основано през 13 век от киевски бежанци, спасили се от татарско нашествие, предвождани от киевския княз Георгий Глож, който е бил приятел от детинство на израсналия в изгнание в Киевска Рус български цар Иван Асен II. Твърди се, че княз Глож е помогнал с войска на Иван Асен II да си върне престола по право от узурпатора Борил. Благодарен за тази помощ, българският цар дарява впоследствие земите по поречието на р. Вит от Боаза до Тетевен на княз Глож. Първото име на селището е Киево, впоследствие са го наричали Киевски Извор/ударението на втората сричка/, по-късно се преименува на Голям Извор. Тук е имало метох на близкия Гложенски манастир/Гложенски по името на Княз Георгий Глож/, който е построен от основателите на Киево. Манастирът се нарича „Свети Георги“, а на печата му е изписано „Монастир Киевскаго извора“.
През септември 1872 Васил Левски основава първия революционен окръг в България в с. Голям извор и заради голямата му активност, Апостолът го определя за Първи окръжен революционен комитет в Българско. На 12 декември 1872 Левски пише писмо до окръжния център в Голям извор, в което казва: „Близо е времето вече – българинът не ще бъде роб, а свободен.“
Селото е с уникална природа, прекрасен чист въздух и здравословен климат. Разположено е живописно и освен че е съсредоточено по средното поречие на р. Оселна, към него има няколко махали – Гергов хан, Сушица, Орлек, Ореша, Старо село/тук е основано в началото Киево/, Равна, Кръкожабене, Голямото усое, Тулюшевец, Кривина, Дълга ливада, и Райнов рът.
През 2016 г. се доказва наличие на минерална вода в Голям извор. Изворите са „Кривина“ и „Тулюшевец“.

## Население
Численост и дял на етническите групи според преброяването на населението през 2011 г.:
|                     | Численост | Дял (в %) |
| Общо                | 418       | 100,00    |
| Българи             | 401       | 95,93     |
| Турци               | 0         | 0,00      |
| Цигани              | 0         | 0,00      |
| Други               | 0         | 0,00      |
| Не се самоопределят | 0         | 0,00      |
| Неотговорили        | 13        | 3,11      |

## Културни и природни забележителности
В село Голям извор е запазена автентичната къща, в която е създаден Първият окръжен революционен комитет от Апостола на Свободата – Васил Левски. Сега къщата е музей с богата етнографска сбирка, подредена с много вкус.
През 1816 г. в центъра на селото в двора на църквата „Св. Възнесение Господне“ е построено килийно училище. То функционира до средата на същия век. През 1843 г. сменя статута си от килийно на взаимно светско училище. През 1972 г. училището е възстановено в автентичния си изглед и то е музей.

## Личности
- Васил Бушеров (Бушеранов), наричан Изворското даскалче – учител, член на Орханийски частен революционен комитет, заточен в Диарбекир на 22-годишна възраст[4],
- Поп Стефан Диков, заклел комитетските дейци в дома си,
- Поп Димитър и баща му Петър,
- Дидьо Пеев Галевски (Пощата) - съратник на Левски,
- Христо Съйков Маевски - опълченец
- Доко Съйков Маевски - опълченец
- Стоян Съйков Маевски - опълченец
- Лалю Пеев,
- Моньо Симеонов и др.